# Список запусков ракеты-носителя Falcon 9 (2010—2019)
С июня 2010 года по конец 2019 года Falcon 9 запускалась 77 раз, при этом 75 миссий завершились успешно, одна частичной неудачей и ещё одна полной потерей космического корабля. Кроме того, одна ракета вместе с полезной нагрузкой были уничтожены на стартовой площадке во время процесса заправки до начала статического огневого испытания.

## Статистика запусков

### По версиям Falcon 9
- v1.0
- v1.1
- Full Thrust
- FT (повторно)
- Block 4
- B4 (повторно)
- Block 5
- B5 (повторно)

### По стартовым площадкам
- Мыс Канаверал, SLC-40
- Кеннеди, LC-39A
- Ванденберг, SLC-4E

### По результатам миссии
- Авария в полете
- Авария до запуска
- Частичный успех
- Успех

### По результатам посадки
- Неудача на воду
- Неудача на платформу
- Неудача на землю
- Неудача с парашютом
- Успех на воду
- Успех на платформу
- Успех на землю
- Не производилась

## Список запусков

### 2010—2019 годы
| № | Дата и время (UTC) | Версия                                       | Стартовая площадка                           | Полезная нагрузка                                                                             | Орбита                                       | Заказчик                                         | Результат                                      | Посадка первой ступени                       |
| № | Дата и время (UTC) | Ступень                                      | Стартовая площадка                           | Полезная нагрузка                                                                             | Орбита                                       | Заказчик                                         | Результат                                      | Посадка первой ступени                       |
| 2010 2012 2013 2014 2015 2016 2017 2018 2019 | 2010 2012 2013 2014 2015 2016 2017 2018 2019 | 2010 2012 2013 2014 2015 2016 2017 2018 2019 | 2010 2012 2013 2014 2015 2016 2017 2018 2019 | 2010 2012 2013 2014 2015 2016 2017 2018 2019                                                  | 2010 2012 2013 2014 2015 2016 2017 2018 2019 | 2010 2012 2013 2014 2015 2016 2017 2018 2019     | 2010 2012 2013 2014 2015 2016 2017 2018 2019   | 2010 2012 2013 2014 2015 2016 2017 2018 2019 |
| 2010 год | 2010 год | 2010 год                                     | 2010 год                                     | 2010 год                                                                                      | 2010 год                                     | 2010 год                                         | 2010 год                                       | 2010 год                                     |
| --- | --- | -------------------------------------------- | -------------------------------------------- | --------------------------------------------------------------------------------------------- | -------------------------------------------- | ------------------------------------------------ | ---------------------------------------------- | -------------------------------------------- |
| 1 | 4 июня 2010, 18:45 | v1.0                                         | Мыс Канаверал, SLC-40                        | Массо-габаритный макет корабля Dragon                                                         | НОО                                          | SpaceX                                           | Успех                                          | с парашютом Неудача                          |
| 1 | Первый демонстрационный полёт ракеты Falcon 9. В 18:54 отделилась вторая ступень и макет полезной нагрузки успешно вышел на орбиту. Ракета была запущена со второй попытки. Первая попытка запуска была отменена за несколько секунд до старта из-за технической неполадки. Планировалась попытка посадки первой ступени на воду с помощью парашюта, однако ступень разрушилась ещё до его раскрытия. |                                              |                                              |                                                                                               |                                              |                                                  |                                                |                                              |
| 2 | 8 декабря 2010, 15:43 | v1.0                                         | Мыс Канаверал, SLC-40                        | COTS Demo Flight 1 (корабль Dragon)                                                           | НОО                                          | NASA                                             | Успех                                          | с парашютом Неудача                          |
| 2 | Первый демонстрационный полёт космического корабля Dragon в рамках программы COTS. Полёт продолжался три часа, Dragon дважды облетел Землю, после чего приводнился в Тихом океане. До этого возвращаемые космические корабли удавалось построить только государственным агентствам России, США, Китая, Японии, Индии, а также Европейскому космическому агентству. Попытка парашютной посадки первой ступени вновь оказалась неудачной. |                                              |                                              |                                                                                               |                                              |                                                  |                                                |                                              |
| 2012 год | |                                              |                                              |                                                                                               |                                              |                                                  |                                                |                                              |
| 3 | 22 мая 2012, 07:44 | v1.0                                         | Мыс Канаверал, SLC-40                        | COTS Demo Flight 2/3 (корабль Dragon)                                                         | НОО                                          | NASA                                             | Успех                                          | не проводилась                               |
| 3 | Второй демонстрационный полёт космического корабля Dragon в рамках программы COTS. Первая попытка запуска ракеты планировалась 19 мая, но была прервана автоматикой из-за выхода показателей давления в одном из двигателей за пределы нормы. Вторая попытка запуска 22 мая была успешной. Корабль Dragon осуществил сближение с МКС на дистанцию 10 м, был захвачен и пристыкован с помощью манипулятора «Канадарм2», установленном на модуле «Спокойствие». Корабль доставил на МКС 520 кг груза и находился в составе станции в течение 5 дней, 16 часов и 5 минут. 31 мая 2012 года Dragon был отстыкован от МКС, после чего успешно приводнился в Тихом океане, у побережья Калифорнии. Совмещение миссий COTS2 и COTS3. Первый ночной запуск ракеты Falcon 9, первая доставка полезного груза для международной орбитальной станции. |                                              |                                              |                                                                                               |                                              |                                                  |                                                |                                              |
| 4 | 8 октября 2012, 00:34 | v1.0                                         | Мыс Канаверал, SLC-40                        | Главный полезный груз: SpaceX CRS-1 (корабль Dragon)                                          | НОО                                          | NASA                                             | Успех                                          | не проводилась                               |
| 4 | 8 октября 2012, 00:34 | v1.0                                         | Мыс Канаверал, SLC-40                        | Попутный полезный груз: Orbcomm-G2: FM101                                                     | НОО                                          | Orbcomm                                          | Неудача                                        | не проводилась                               |
| 4 | Первый полёт космического корабля Dragon в рамках программы Commercial Resupply Services (CRS). При достижении ракетой-носителем максимального аэродинамического сопротивления, на 79-й секунде полёта был сорван обтекатель первого двигателя первой ступени. Двигатель был аварийно остановлен из-за потери давления. Это привело к увеличенному времени работы остальных восьми двигателей первой ступени, а также двигателя второй ступени, для выхода на запланированную орбиту. Полёт продемонстрировал заявленную возможность Falcon 9 завершить миссию при отключении одного из девяти двигателей и корабль Dragon был успешно выведен на орбиту. Поскольку вторая ступень ракеты-носителя использовала при первом включении больше топлива, чем предполагалось, не было гарантии, что его хватит для доставки второстепенного груза на орбиту нужной высоты и NASA не разрешило повторный запуск второй ступени из-за потенциальной угрозы безопасности МКС. Испытательный прототип спутника Orbcomm-G2 отделился на неустойчивой орбите и сгорел в атмосфере 10 октября 2012 года. |                                              |                                              |                                                                                               |                                              |                                                  |                                                |                                              |
| 2013 год | |                                              |                                              |                                                                                               |                                              |                                                  |                                                |                                              |
| 5 | 1 марта 2013, 15:10 | v1.0                                         | Мыс Канаверал, SLC-40                        | SpaceX CRS-2 (корабль Dragon)                                                                 | НОО                                          | NASA                                             | Успех                                          | не проводилась                               |
| 5 | Последний полёт ракеты Falcon 9 модификации v1.0 с девятью двигателями Merlin 1C. |                                              |                                              |                                                                                               |                                              |                                                  |                                                |                                              |
| 6 | 29 сентября 2013, 15:51 | v1.1                                         | База Ванденберг, SLC-4E                      | CASSIOPE, POPACS-1/2/3, DANDE, CUSat                                                          | Полярная                                     | MDA Corp                                         | Успех                                          | на воду Неудача                              |
| 6 | Демонстрационный/коммерческий запуск. Первый запуск с авиабазы Ванденберг. Первый полёт ракеты Falcon 9 модификации v1.1, с новыми двигателями Merlin 1D и возможностью вывода на НОО до 13 т груза. Все спутники выведены на заданные орбиты. Во время запуска проводилось испытание элементов посадки первой ступени ракеты: планировалось торможение и приводнение первой ступени без использования посадочных опор. Испытание было неудачным из-за незапланированного вращения ступени в ходе торможения и перебоев подачи топлива из-за центрифугирования в баках. После выполнения основной программы полёта планировалось испытание второй ступени в качестве разгонного блока для запусков на высокие орбиты, в частности, возможность многократного запуска двигателя. Испытание было также неудачным из-за замерзания топлива вблизи магистрали криогенного окислителя. |                                              |                                              |                                                                                               |                                              |                                                  |                                                |                                              |
| 7 | 3 декабря 2013, 22:41 | v1.1                                         | Мыс Канаверал, SLC-40                        | SES-8                                                                                         | ГПО                                          | SES                                              | Успех                                          | не проводилась                               |
| 7 | Первый запуск коммерческого спутника на геопереходную орбиту. Масса полезной нагрузки — 3138 кг. Запуск дважды переносился из-за технических неполадок в системах бака с жидким кислородом первой ступени и наземной системы зажигания двигателей. Параметры орбиты: 385 × 79 129 км, 20,5°. |                                              |                                              |                                                                                               |                                              |                                                  |                                                |                                              |
| 2014 год | |                                              |                                              |                                                                                               |                                              |                                                  |                                                |                                              |
| 8 | 6 января 2014, 22:06 | v1.1                                         | Мыс Канаверал, SLC-40                        | Thaicom 6                                                                                     | ГПО                                          | Thaicom                                          | Успех                                          | не проводилась                               |
| 8 | Масса полезной нагрузки — 3325 кг, параметры орбиты: 295 × 90 000 км, 22,46°. |                                              |                                              |                                                                                               |                                              |                                                  |                                                |                                              |
| 9 | 18 апреля 2014, 19:25 | v1.1(R)                                      | Мыс Канаверал, SLC-40                        | Главный полезный груз: SpaceX CRS-3 (корабль Dragon)                                          | НОО                                          | NASA                                             | Успех                                          | на воду Успех                                |
| 9 | 18 апреля 2014, 19:25 | v1.1(R)                                      | Мыс Канаверал, SLC-40                        | Попутный полезный груз: ALL-STAR/THEIA, PhoneSat 2.5, SporeSat, TSAT, KickSat-1 (104 Sprites) | НОО                                          |                                                  | Успех                                          | на воду Успех                                |
| 9 | Космический корабль Dragon доставил на МКС 2200 кг полезного груза и вернул на Землю 1600 кг, в том числе результаты научных экспериментов. Впервые на первую ступень были установлены посадочные опоры, предназначенные для мягкого приземления. После отделения первой ступени был проведен эксперимент по контролируемому снижению с высоты 80 км и скорости около 10 000 км/ч, раскрытию опор и приводнению. Из-за шторма в районе приводнения ступень не найдена, но по данным телеметрии, эксперимент считается успешным. |                                              |                                              |                                                                                               |                                              |                                                  |                                                |                                              |
| 10 | 14 июля 2014, 15:15 | v1.1(R)                                      | Мыс Канаверал, SLC-40                        | 6 спутников Orbcomm-G2                                                                        | НОО                                          | Orbcomm                                          | Успех                                          | на воду Успех                                |
| 10 | Запуск спутников Orbcomm OG2, Mission 1. После отделения первой ступени был проведен очередной эксперимент по имитации мягкой посадки на воду. Ступень успешно пришла в заданную точку с расчётной ориентацией и скоростью; после выключения двигателей вблизи поверхности воды ступень разломилась и затонула. |                                              |                                              |                                                                                               |                                              |                                                  |                                                |                                              |
| 11 | 5 августа 2014, 08:00 | v1.1                                         | Мыс Канаверал, SLC-40                        | AsiaSat 8                                                                                     | ГПО                                          | AsiaSat                                          | Успех                                          | не проводилась                               |
| 11 | Масса полезной нагрузки 4535 кг, параметры орбиты: 185 × 35 786 км, 24,3°. |                                              |                                              |                                                                                               |                                              |                                                  |                                                |                                              |
| 12 | 7 сентября 2014, 05:00 | v1.1                                         | Мыс Канаверал, SLC-40                        | AsiaSat 6 (Thaicom 7)                                                                         | ГПО                                          | AsiaSat                                          | Успех                                          | не проводилась                               |
| 12 | Масса полезной нагрузки 4428 кг, параметры орбиты: 185 × 35 786 км, 25,3°. |                                              |                                              |                                                                                               |                                              |                                                  |                                                |                                              |
| 13 | 21 сентября 2014, 05:52 | v1.1                                         | Мыс Канаверал, SLC-40                        | Главный полезный груз: SpaceX CRS-4 (корабль Dragon)                                          | НОО                                          | NASA                                             | Успех                                          | на воду Успех                                |
| 13 | 21 сентября 2014, 05:52 | v1.1                                         | Мыс Канаверал, SLC-40                        | Попутный полезный груз: Spinsat                                                               | НОО                                          | NRL, Planetary Resources                         | Успех                                          | на воду Успех                                |
| 13 | Запланированный эксперимент по имитации мягкой посадки первой ступени на воду с использованием посадочных опор отменён из-за замены ракеты-носителя. Тем не менее, была успешно выполнена полная процедура снижения первой ступени, что подтвердила телеметрия. Время между запусками ракеты-носителя — 14 дней. |                                              |                                              |                                                                                               |                                              |                                                  |                                                |                                              |
| 2015 год | |                                              |                                              |                                                                                               |                                              |                                                  |                                                |                                              |
| 14 | 10 января 2015, 09:47 | v1.1(R)                                      | Мыс Канаверал, SLC-40                        | SpaceX CRS-5 (корабль Dragon)                                                                 | НОО                                          | NASA                                             | Успех                                          | на платформу Неудача                         |
| 14 | Выведение космического корабля Dragon на орбиту прошло успешно, но попытка мягкой посадки первой ступени ракеты на плавающую платформу была неудачной. Ступень смогла попасть на платформу, но посадка получилась «жёсткой» из-за исчерпания запаса гидравлической жидкости системы управления решетчатыми рулями. Нанесён незначительный ущерб оборудованию посадочной платформы. |                                              |                                              |                                                                                               |                                              |                                                  |                                                |                                              |
| 15 | 11 февраля 2015, 23:03 | v1.1(R)                                      | Мыс Канаверал, SLC-40                        | DSCOVR (Triana)                                                                               | L1                                           | NASA / NOAA / USAF                               | Успех                                          | на воду Успех                                |
| 15 | Первый запуск ракеты Falcon 9 за пределы земной орбиты в точку Лагранжа L1. Масса полезной нагрузки — 570 кг. Запуск дважды откладывался из-за неполадок радарной установки USAF и неблагоприятных погодных условий. Космический аппарат доставлен на орбиту с параметрами 187 × 1 371 156 км, 37°, для дальнейшего полёта до точки L1. Возвращение первой ступени ракеты на плавающую платформу пришлось отменить из-за сильного шторма в районе приземления. Ступень осуществила мягкую вертикальную посадку на воду с точностью до 10 метров, после чего была разрушена волнами. |                                              |                                              |                                                                                               |                                              |                                                  |                                                |                                              |
| 16 | 2 марта 2015, 03:50 | v1.1                                         | Мыс Канаверал, SLC-40                        | ABS-3A, Eutelsat 115 West B                                                                   | ГПО                                          | Asia Broadcast Satellite, Eutelsat               | Успех                                          | не проводилась                               |
| 16 | Первый запуск двух аппаратов из новой серии лёгких геостационарных спутников связи на базе космической платформы Боинг 702SP с ионными двигателями, без химических. Суммарная масса полезной нагрузки — 4159 (1954+2205) кг, параметры орбиты: 410 × 63 950 км, 24,8°. |                                              |                                              |                                                                                               |                                              |                                                  |                                                |                                              |
| 17 | 14 апреля 2015, 20:10 | v1.1(R)                                      | Мыс Канаверал, SLC-40                        | SpaceX CRS-6 (корабль Dragon)                                                                 | НОО                                          | NASA                                             | Успех                                          | на платформу Неудача                         |
| 17 | Успешное выведение корабля Dragon на орбиту. Осуществлена вторая попытка посадки первой ступени на плавающую платформу «Just Read the Instructions». Возвращение в атмосферу и снижение проходили успешно, ступень приземлилась на платформу, но посадка вновь получилась слишком жёсткой, избыток боковой скорости привёл к её опрокидыванию. |                                              |                                              |                                                                                               |                                              |                                                  |                                                |                                              |
| 18 | 27 апреля 2015, 23:03 | v1.1                                         | Мыс Канаверал, SLC-40                        | TurkmenAlem 52E/MonacoSat                                                                     | ГПО                                          | Национальное космическое агентство Туркменистана | Успех                                          | не проводилась                               |
| 18 | Масса полезной нагрузки 4707 кг, параметры орбиты: 211 × 35 403 км, 25,5°. Время между запусками ракеты-носителя — 13 дней. |                                              |                                              |                                                                                               |                                              |                                                  |                                                |                                              |
| 19 | 28 июня 2015, 14:21 | v1.1(R)                                      | Мыс Канаверал, SLC-40                        | SpaceX CRS-7 (корабль Dragon)                                                                 | НОО                                          | NASA                                             | Неудача                                        | не проводилась                               |
| 19 | На 139-й секунде полёта произошла аномалия, завершившаяся через 8 секунд разрушением ракеты-носителя. Исследование телеметрии и отдельных элементов конструкции ракеты-носителя показало, что наиболее вероятной причиной аварии послужило разрушение стойки крепления баллона сжатого гелия, расположенного внутри бака жидкого кислорода второй ступени. Это привело к утечке гелия и повышению давления в баке выше критического с последующим его разрушением. |                                              |                                              |                                                                                               |                                              |                                                  |                                                |                                              |
| 20 | 22 декабря 2015, 01:29 | FT                                           | Мыс Канаверал, SLC-40                        | 11 спутников Orbcomm-G2                                                                       | НОО                                          | Orbcomm                                          | Успех                                          | на землю Успех                               |
| 20 | 22 декабря 2015, 01:29 | B1019                                        | Мыс Канаверал, SLC-40                        | 11 спутников Orbcomm-G2                                                                       | НОО                                          | Orbcomm                                          | Успех                                          | на землю Успех                               |
| 20 | Успешный запуск новой версии ракеты-носителя. Все 11 спутников (каждый весом 172 кг) доставлены на целевую орбиту 620 × 640 км, наклонение 47°. Успешное приземление первой ступени ракеты-носителя на посадочную площадку на мысе Канаверал. После завершения миссии обновлённая вторая ступень была повторно запущена и сведена с орбиты, подтвердив готовность к будущим запускам спутников на геопереходную орбиту. |                                              |                                              |                                                                                               |                                              |                                                  |                                                |                                              |
| 2016 год | |                                              |                                              |                                                                                               |                                              |                                                  |                                                |                                              |
| 21 | 17 января 2016, 18:42 | v1.1(R)                                      | База Ванденберг, SLC-4E                      | Jason-3                                                                                       | НОО                                          | NASA / NOAA / CNES / Eumetsat                    | Успех                                          | на платформу Неудача                         |
| 21 | Последний запуск ракеты-носителя версии 1.1. Масса полезной нагрузки — 525 кг. Спутник Jason-3 выведен на заданную орбиту 1305 × 1320 км, наклонение 66°. Посадка первой ступени на плавающую платформу «Just Read the Instructions», в 300 км от места запуска оказалась неудачной. Скорость при касании была нормальной, ступень приземлилась точно в центр платформы (отклонение 1,3 м, меньше радиуса ракеты), но на одной из опор не сработал цанговый патрон, фиксирующий опору в открытом положении и ступень упала. Возможной причиной могло быть намерзание льда из-за конденсации густого тумана при запуске. |                                              |                                              |                                                                                               |                                              |                                                  |                                                |                                              |
| 22 | 4 марта 2016, 23:35 | FT                                           | Мыс Канаверал, SLC-40                        | SES-9                                                                                         | ГПО                                          | SES                                              | Успех                                          | на платформу Неудача                         |
| 22 | 4 марта 2016, 23:35 | B1020                                        | Мыс Канаверал, SLC-40                        | SES-9                                                                                         | ГПО                                          | SES                                              | Успех                                          | на платформу Неудача                         |
| 22 | Запуск спутника на суперсинхронную геопереходную орбиту 334 × 40 658 км, наклонение 28°. Рекордная для ракеты масса полезной нагрузки на геопереходной орбите — 5271 кг. В профиль миссии были внесены изменения, позволяющие спутнику SES-9 достигнуть геостационарной орбиты значительно быстрее (за 45 дней вместо 93), но специфика улучшенной орбиты выведения существенно усложняла возвращение и посадку первой ступени на платформу «Of Course I Still Love You», и в SpaceX не ожидали успешного приземления ступени. Первая ступень совершила неудачную посадку на платформу. |                                              |                                              |                                                                                               |                                              |                                                  |                                                |                                              |
| 23 | 8 апреля 2016, 20:43 | FT                                           | Мыс Канаверал, SLC-40                        | SpaceX CRS-8 (корабль Dragon)                                                                 | НОО                                          | NASA                                             | Успех                                          | на платформу Успех                           |
| 23 | 8 апреля 2016, 20:43 | B1021                                        | Мыс Канаверал, SLC-40                        | SpaceX CRS-8 (корабль Dragon)                                                                 | НОО                                          | NASA                                             | Успех                                          | на платформу Успех                           |
| 23 | Грузовой корабль Dragon выведен на орбиту. В негерметичном грузовом контейнере корабля на МКС доставлен экспериментальный надувной модуль BEAM. Первая ступень Falcon 9 впервые в мире осуществила успешную посадку на плавающую платформу «Of Course I Still Love You», в 300 км от места запуска. |                                              |                                              |                                                                                               |                                              |                                                  |                                                |                                              |
| 24 | 6 мая 2016, 05:21 | FT                                           | Мыс Канаверал, SLC-40                        | JCSAT-14                                                                                      | ГПО                                          | JSAT Corporation                                 | Успех                                          | на платформу Успех                           |
| 24 | 6 мая 2016, 05:21 | B1022                                        | Мыс Канаверал, SLC-40                        | JCSAT-14                                                                                      | ГПО                                          | JSAT Corporation                                 | Успех                                          | на платформу Успех                           |
| 24 | Спутник выведен на геопереходную орбиту 189 × 35 957 км, наклонение 23,7°. По данным сайта Федеральной комиссии по связи США масса спутника в заправленном состоянии 4696 кг. Произведена успешная посадка на платформу «Of Course I Still Love You», в Атлантическом океане в 660 км от места запуска, впервые после запуска спутника на геопереходную орбиту. Ступень входила в плотные слои атмосферы со скоростью 6300 км/ч (5 Махов), температурная нагрузка была в 5 раз больше чем при предыдущей посадке, скорость при касании платформы составляла 4 км/ч, топлива в баках после посадки оставалось только на 3 секунды работы одного двигателя. |                                              |                                              |                                                                                               |                                              |                                                  |                                                |                                              |
| 25 | 27 мая 2016, 21:39 | FT                                           | Мыс Канаверал, SLC-40                        | Thaicom 8                                                                                     | ГПО                                          | Thaicom                                          | Успех                                          | на платформу Успех                           |
| 25 | 27 мая 2016, 21:39 | B1023                                        | Мыс Канаверал, SLC-40                        | Thaicom 8                                                                                     | ГПО                                          | Thaicom                                          | Успех                                          | на платформу Успех                           |
| 25 | Запуск спутника на суперсинхронную геопереходную орбиту 375 × 90 928 км, наклонение 21,12°. Масса полезной нагрузки — около 3200 кг. Третья подряд успешная посадка первой ступени на платформу «Of Course I Still Love You», располагавшуюся в 680 км от места запуска. Скорость ступени при касании платформы была близка к максимально допустимой, были задействованы зоны деформации в посадочных стойках, погасившие энергию удара, однако устойчивость ступени нарушилась и существовал риск её опрокидывания, но 2 июня платформа с наклонённой на 5° ступенью прибыла в порт Канаверал. |                                              |                                              |                                                                                               |                                              |                                                  |                                                |                                              |
| 26 | 15 июня 2016, 14:29 | FT                                           | Мыс Канаверал, SLC-40                        | Eutelsat 117 West B, ABS-2A                                                                   | ГПО                                          | Eutelsat, Asia Broadcast Satellite               | Успех                                          | на платформу Неудача                         |
| 26 | 15 июня 2016, 14:29 | B1024                                        | Мыс Канаверал, SLC-40                        | Eutelsat 117 West B, ABS-2A                                                                   | ГПО                                          | Eutelsat, Asia Broadcast Satellite               | Успех                                          | на платформу Неудача                         |
| 26 | Второй запуск двух лёгких геостационарных спутников с ионными двигателями, общим весом около 4000 кг. Оба спутника успешно выведены на орбиты с параметрами 395 × 62 591 км и 398 × 62 750 км соответственно, наклонение 24,68°. Посадка первой ступени ракеты-носителя на платформу «Of Course I Still Love You», в 680 км от места запуска, выполнена неудачно. Перед самым касанием платформы ступень исчерпала запас жидкого кислорода, что повлекло раннее выключение центрального двигателя и жёсткое приземление с последующим разрушением ступени. |                                              |                                              |                                                                                               |                                              |                                                  |                                                |                                              |
| 27 | 18 июля 2016, 04:45 | FT                                           | Мыс Канаверал, SLC-40                        | SpaceX CRS-9 (корабль Dragon)                                                                 | НОО                                          | NASA                                             | Успех                                          | на землю Успех                               |
| 27 | 18 июля 2016, 04:45 | B1025                                        | Мыс Канаверал, SLC-40                        | SpaceX CRS-9 (корабль Dragon)                                                                 | НОО                                          | NASA                                             | Успех                                          | на землю Успех                               |
| 27 | Запуск грузового корабля на орбиту. В негерметичном грузовом контейнере корабля Dragon на МКС доставлен стыковочный адаптер IDA-2 для пилотируемых кораблей Dragon V2 и CST-100 Starliner. Произведена успешная посадка первой ступени на Посадочной зоне 1. |                                              |                                              |                                                                                               |                                              |                                                  |                                                |                                              |
| 28 | 14 августа 2016, 05:26 | FT                                           | Мыс Канаверал, SLC-40                        | JCSAT-16                                                                                      | ГПО                                          | JSAT Corporation                                 | Успех                                          | на платформу Успех                           |
| 28 | 14 августа 2016, 05:26 | B1026                                        | Мыс Канаверал, SLC-40                        | JCSAT-16                                                                                      | ГПО                                          | JSAT Corporation                                 | Успех                                          | на платформу Успех                           |
| 28 | Спутник выведен на целевую орбиту. Выполнена успешная посадка первой ступени на платформу «Of Course I Still Love You». В отличие от предыдущих посадок, выполненных после запуска спутников на геопереходную орбиту, при выполнении финального посадочного импульса был использован только один двигатель вместо трёх — для снижения действующей на ступень перегрузки. |                                              |                                              |                                                                                               |                                              |                                                  |                                                |                                              |
| | 1 сентября 2016, 13:07 | FT                                           | Мыс Канаверал, SLC-40                        | Амос-6                                                                                        | ГПО                                          | Spacecom                                         | Неудача (до запуска)                           | не проводилась                               |
| B1028 | 1 сентября 2016, 13:07 |                                              | Мыс Канаверал, SLC-40                        | Амос-6                                                                                        | ГПО                                          | Spacecom                                         | Неудача (до запуска)                           | не проводилась                               |
| За 2 дня до запуска, в 13:07 UTC 1 сентября 2016 года, при подготовке к выполнению испытательного прожига, на стартовой площадке SLC-40 произошёл взрыв и последующий пожар, повлёкший уничтожение ракеты-носителя и полезной нагрузки. Взрыв произошёл в области бака с жидким кислородом второй ступени во время закачки топлива, за 8 минут до запуска двигателей. В ходе расследования было определено непосредственное место происшествия — один из трёх баллонов сжатого гелия (англ. composite overwrapped pressure vessel, COPV), который используется для создания рабочего давления в топливном баке с жидким кислородом второй ступени. Стенки баллона состоят из внутреннего алюминиевого слоя, покрытого внешним слоем из углеволокна. При обследовании найденных после взрыва других баллонов, были выявлены прогибы внутреннего слоя. Наиболее вероятной причиной аварии названо скопление жидкого кислорода в образовавшихся полостях между слоями стенки баллона в местах прогибов. При повышении давления жидкий кислород в полостях оказался заблокированным и мог вызвать воспламенение из-за трения с углеволокном. Низкая температура гелия при заправке могла привести к замерзанию кислорода в полостях и образованию его твёрдой формы, что повышало вероятность воспламенения при трении. Для решения проблемы процедура заправки была возвращена к предыдущей, с использованием более тёплого гелия. В долгосрочной перспективе было решено внести изменения в конструкцию баллонов, исключающие возможность образования полостей, что позволит ускорить процесс заправки. | |                                              |                                              |                                                                                               |                                              |                                                  |                                                |                                              |
| 2017 год | |                                              |                                              |                                                                                               |                                              |                                                  |                                                |                                              |
| 29 | 14 января 2017, 17:54 | FT                                           | База Ванденберг, SLC-4E                      | Iridium NEXT 1—10                                                                             | НОО                                          | Iridium                                          | Успех                                          | на платформу Успех                           |
| 29 | 14 января 2017, 17:54 | B1029                                        | База Ванденберг, SLC-4E                      | Iridium NEXT 1—10                                                                             | НОО                                          | Iridium                                          | Успех                                          | на платформу Успех                           |
| 29 | Запуск первых 10 спутников связи нового поколения Iridium NEXT. Суммарная масса полезной нагрузки — около 9600 кг (вес каждого спутника — 860 кг + адаптер-диспенсер для десяти аппаратов — 1000 кг). Выполнена успешная посадка первой ступени на плавающую платформу «Just Read the Instructions». Предстартовая процедура заполнения баков ракеты топливом была изменена на менее «агрессивную», заправка керосином началась за 70 минут, а жидким кислородом — за 45 минут до старта (до этого оба компонента топлива начинали заправлять за 35 минут до запуска). Был добавлен дополнительный бак для сжатого гелия, что позволило повысить его температуру, кроме того, гелий закачан в баллоны и стабилизирован под давлением до начала заправки топливных баков жидким кислородом. |                                              |                                              |                                                                                               |                                              |                                                  |                                                |                                              |
| 30 | 19 февраля 2017, 14:39 | FT                                           | КЦ Кеннеди, LC-39А                           | SpaceX CRS-10 (корабль Dragon)                                                                | НОО                                          | NASA                                             | Успех                                          | на землю Успех                               |
| 30 | 19 февраля 2017, 14:39 | B1031                                        | КЦ Кеннеди, LC-39А                           | SpaceX CRS-10 (корабль Dragon)                                                                | НОО                                          | NASA                                             | Успех                                          | на землю Успех                               |
| 30 | Дебютный запуск Falcon 9 с переоборудованного стартового комплекса LC-39А, первый после последнего старта Спейс Шаттла в 2011 году. Корабль выведен на орбиту 202 × 357 км, наклонение 51,63°. Успешное возвращение и посадка первой ступени на Посадочную зону 1. При запуске впервые в качестве основной была использована автономная система безопасности полёта (англ. Autonomous Flight Safety System, AFSS). Система на борту самостоятельно отслеживает траекторию и, в случае если отклонения превышают допустимые, принимает решение об уничтожении ракеты. В предыдущих запусках система испытывалась в фоновом режиме, параллельно с традиционной, использующей наземные радары, с оператором, ответственным за решение об уничтожении. Автономная система позволила снизить зависимость от наземного оборудования и количество обслуживающего персонала, уменьшить время подготовки к запуску и его стоимость, повысить частоту запусков. |                                              |                                              |                                                                                               |                                              |                                                  |                                                |                                              |
| 31 | 16 марта 2017, 06:00 | FT                                           | КЦ Кеннеди, LC-39А                           | EchoStar 23                                                                                   | ГПО                                          | EchoStar                                         | Успех                                          | не проводилась                               |
| 31 | 16 марта 2017, 06:00 | B1030                                        | КЦ Кеннеди, LC-39А                           | EchoStar 23                                                                                   | ГПО                                          | EchoStar                                         | Успех                                          | не проводилась                               |
| 31 | Аппарат выведен на орбиту 179 × 35 903 км, наклонение 22,4°. В последний раз при запуске Falcon 9 применялась управляемая вручную система самоуничтожения ракеты. Из-за высокой массы спутника (более 5500 кг) ракета использовалась в одноразовой конфигурации, без посадочных опор, решётчатых рулей и другого оборудования. |                                              |                                              |                                                                                               |                                              |                                                  |                                                |                                              |
| 32 | 30 марта 2017, 22:27 | FT                                           | КЦ Кеннеди, LC-39А                           | SES-10                                                                                        | ГПО                                          | SES                                              | Успех                                          | на платформу Успех                           |
| 32 | 30 марта 2017, 22:27 | B1021-2                                      | КЦ Кеннеди, LC-39А                           | SES-10                                                                                        | ГПО                                          | SES                                              | Успех                                          | на платформу Успех                           |
| 32 | Спутник выведен на запланированную орбиту 218 × 35 410 км, наклонение 26,2°. Масса аппарата — 5281,7 кг. Впервые использована повторно первая ступень, вернувшаяся на плавающую платформу после миссии SpaceX CRS-8. На восстановление ступени было потрачено около 4 месяцев, корпус и все 9 двигателей остались прежними, некоторые компоненты вспомогательного оборудования были заменены. Ступень во второй раз успешно села на платформу «Of Course I Still Love You». Также впервые удалось извлечь из воды одну из двух половинок головного обтекателя. |                                              |                                              |                                                                                               |                                              |                                                  |                                                |                                              |
| 33 | 1 мая 2017, 11:15 | FT                                           | КЦ Кеннеди, LC-39А                           | NROL-76                                                                                       | НОО                                          | NRO                                              | Успех                                          | на землю Успех                               |
| 33 | 1 мая 2017, 11:15 | B1032                                        | КЦ Кеннеди, LC-39А                           | NROL-76                                                                                       | НОО                                          | NRO                                              | Успех                                          | на землю Успех                               |
| 33 | Первый запуск засекреченного спутника для Национального разведывательного управления США. Первая ступень выполнила посадку на Посадочную зону 1. После отстыковки полезной нагрузки проводилось испытание продолжительной, многочасовой фазы свободного полёта второй ступени, направленное на сбор данных о состоянии ступени и выяснение максимально возможной продолжительности миссии, для будущих запусков на более сложные орбиты. После завершения испытания двигатель был успешно перезапущен и ступень сведена с орбиты. |                                              |                                              |                                                                                               |                                              |                                                  |                                                |                                              |
| 34 | 15 мая 2017, 23:21 | FT                                           | КЦ Кеннеди, LC-39А                           | Inmarsat-5 F4                                                                                 | ГПО                                          | Inmarsat                                         | Успех                                          | не проводилась                               |
| 34 | 15 мая 2017, 23:21 | B1034                                        | КЦ Кеннеди, LC-39А                           | Inmarsat-5 F4                                                                                 | ГПО                                          | Inmarsat                                         | Успех                                          | не проводилась                               |
| 34 | Спутник выведен на суперсинхронную геопереходную орбиту с параметрами 381 × 69 839 км, наклонение 24,5°. Масса аппарата — 6086 кг, самая тяжёлая полезная нагрузка (на дату запуска), выведенная Falcon 9 на геопереходную орбиту. Посадка первой ступени не выполнялась из-за высокой массы спутника. Для запуска использовалась обновлённая версия второй ступени с модификацией баллонов сжатого гелия, позволяющей одновременную ускоренную заправку ракеты жидким кислородом и гелием. Заправка горючим и окислителем началась на 10 минут позже обычного, за 60 и 35 минут до старта соответственно. Два следующих запуска использовали старую модификацию, после чего все последующие ракеты получили это обновление. |                                              |                                              |                                                                                               |                                              |                                                  |                                                |                                              |
| 35 | 3 июня 2017, 21:07 | FT                                           | КЦ Кеннеди, LC-39А                           | SpaceX CRS-11 (корабль Dragon)                                                                | НОО                                          | NASA                                             | Успех                                          | на землю Успех                               |
| 35 | 3 июня 2017, 21:07 | B1035                                        | КЦ Кеннеди, LC-39А                           | SpaceX CRS-11 (корабль Dragon)                                                                | НОО                                          | NASA                                             | Успех                                          | на землю Успех                               |
| 35 | Корабль успешно выведен на орбиту, впервые повторно использовалась герметичная спускаемая капсула корабля Dragon, вернувшегося после миссии снабжения SpaceX CRS-4. Первая ступень приземлилась на площадку Посадочной зоны 1. |                                              |                                              |                                                                                               |                                              |                                                  |                                                |                                              |
| 36 | 23 июня 2017, 19:10 | FT                                           | КЦ Кеннеди, LC-39А                           | BulgariaSat-1                                                                                 | ГПО                                          | Bulsatcom                                        | Успех                                          | на платформу Успех                           |
| 36 | 23 июня 2017, 19:10 | B1029-2                                      | КЦ Кеннеди, LC-39А                           | BulgariaSat-1                                                                                 | ГПО                                          | Bulsatcom                                        | Успех                                          | на платформу Успех                           |
| 36 | Первый болгарский геостационарный спутник связи выведен на орбиту 212 × 65 512 км, наклонение 24°. Была повторно использована первая ступень, которая запустила 10 спутников Iridium NEXT и вернулась на плавающую платформу в январе 2017 года. Ступень приземлилась на платформу «Of Course I Still Love You», почти полностью использовав сминаемые зоны деформации посадочных опор для погашения избыточной скорости при касании поверхности. Условия входа ступени в атмосферу были наиболее тяжёлыми, по сравнению с предыдущими запусками, посадочный импульс выполнялся тремя двигателями. |                                              |                                              |                                                                                               |                                              |                                                  |                                                |                                              |
| 37 | 25 июня 2017, 20:25 | FT                                           | База Ванденберг, SLC-4E                      | Iridium NEXT 11—20                                                                            | НОО                                          | Iridium                                          | Успех                                          | на платформу Успех                           |
| 37 | 25 июня 2017, 20:25 | B1036                                        | База Ванденберг, SLC-4E                      | Iridium NEXT 11—20                                                                            | НОО                                          | Iridium                                          | Успех                                          | на платформу Успех                           |
| 37 | Второй запуск 10 спутников Iridium NEXT. Первая ступень выполнила посадку на платформу «Just Read the Instructions». Первый запуск с решетчатыми рулями, выполненными из титана. Новые рули немного длиннее и тяжелее своих алюминиевых предшественников, они повышают возможности контроля ступени, выдерживают высокую температуру без необходимости нанесения абляционного покрытия и могут быть использованы неограниченное количество раз, без межполётного обслуживания. Второй запуск ракеты-носителя Falcon 9 в течение 49 часов (с разных космодромов). |                                              |                                              |                                                                                               |                                              |                                                  |                                                |                                              |
| 38 | 5 июля 2017, 23:38 | FT                                           | КЦ Кеннеди, LC-39А                           | Intelsat 35e                                                                                  | ГПО                                          | Intelsat                                         | Успех                                          | не проводилась                               |
| 38 | 5 июля 2017, 23:38 | B1037                                        | КЦ Кеннеди, LC-39А                           | Intelsat 35e                                                                                  | ГПО                                          | Intelsat                                         | Успех                                          | не проводилась                               |
| 38 | Масса полезной нагрузки 6761 кг, самый тяжёлый спутник, выведенный ракетой на геопереходную орбиту. Параметры орбиты: 296 × 42 742 км, наклонение 25,85°. Посадка первой ступени не выполнялась. Промежуток между двумя запусками ракеты-носителя с одной стартовой площадки составил 12 дней. |                                              |                                              |                                                                                               |                                              |                                                  |                                                |                                              |
| 39 | 14 августа 2017, 16:31 | FT/Block 4                                   | КЦ Кеннеди, LC-39А                           | SpaceX CRS-12 (корабль Dragon)                                                                | НОО                                          | NASA                                             | Успех                                          | на землю Успех                               |
| 39 | 14 августа 2017, 16:31 | B1039                                        | КЦ Кеннеди, LC-39А                           | SpaceX CRS-12 (корабль Dragon)                                                                | НОО                                          | NASA                                             | Успех                                          | на землю Успех                               |
| 39 | Корабль успешно выведен на орбиту. На первую ступень ракеты были установлены посадочные опоры от одной из предыдущих ракет. Это был запуск новой версии Block 4 — последнего промежуточного обновления перед окончательной версией Falcon 9 — Block 5. Первая ступень выполнила посадку на площадку Посадочной зоны 1. Масса полезной нагрузки Dragon SpX-12 составила 2910 кг, 75 % которой предназначено для экспериментов и исследований. |                                              |                                              |                                                                                               |                                              |                                                  |                                                |                                              |
| 40 | 24 августа 2017, 18:51 | FT                                           | База Ванденберг, SLC-4E                      | FORMOSAT-5                                                                                    | ССО                                          | NSPO                                             | Успех                                          | на платформу Успех                           |
| 40 | 24 августа 2017, 18:51 | B1038                                        | База Ванденберг, SLC-4E                      | FORMOSAT-5                                                                                    | ССО                                          | NSPO                                             | Успех                                          | на платформу Успех                           |
| 40 | Запуск тайваньского спутника ДЗЗ FORMOSAT-5. Масса аппарата — 475 кг. Аппарат выведен на запланированную орбиту 720 км. Взлетев на рекордную для себя высоту 249 км, первая ступень успешно совершила посадку на платформу «Just Read the Instructions», находившуюся на удалении 344 км от точки запуска. |                                              |                                              |                                                                                               |                                              |                                                  |                                                |                                              |
| 41 | 7 сентября 2017, 14:00 | FT/Block 4                                   | КЦ Кеннеди, LC-39А                           | OTV-5 (орбитальный самолёт X-37B)                                                             | НОО                                          | USAF                                             | Успех                                          | на землю Успех                               |
| 41 | 7 сентября 2017, 14:00 | B1040                                        | КЦ Кеннеди, LC-39А                           | OTV-5 (орбитальный самолёт X-37B)                                                             | НОО                                          | USAF                                             | Успех                                          | на землю Успех                               |
| 41 | Запуск космоплана Boeing X-37B. Поднявшись на высоту 136 км первая ступень совершила посадку на площадке Посадочной зоны 1 через 8 минут и 13 секунд после старта. |                                              |                                              |                                                                                               |                                              |                                                  |                                                |                                              |
| 42 | 9 октября 2017, 12:37 | FT/Block 4                                   | База Ванденберг, SLC-4E                      | Iridium NEXT 21—30                                                                            | НОО                                          | Iridium                                          | Успех                                          | на платформу Успех                           |
| 42 | 9 октября 2017, 12:37 | B1041                                        | База Ванденберг, SLC-4E                      | Iridium NEXT 21—30                                                                            | НОО                                          | Iridium                                          | Успех                                          | на платформу Успех                           |
| 42 | Успешный вывод десяти спутников Iridium NEXT суммарной массой 9600 кг на низкую околоземную орбиту высотой 625 км. Поднявшись на высоту 107 км, первая ступень совершила посадку на платформу «Just Read the Instructions», в 244 км от точки запуска, через 7 минут 21 секунду после старта,. В этом полёте SpaceX удалось значительно сократить интервал между отделением второй ступени и повторным запуском двигателя первой ступени для обратного манёвра. Центральный двигатель теперь используется в завершающей фазе манёвра разворота, чтобы сократить удаление от места старта, что важно для миссий с полным разворотом и приземлением на сушу. |                                              |                                              |                                                                                               |                                              |                                                  |                                                |                                              |
| 43 | 11 октября 2017, 22:53 | FT                                           | КЦ Кеннеди, LC-39А                           | EchoStar 105/SES-11                                                                           | ГПО                                          | EchoStar, SES                                    | Успех                                          | на платформу Успех                           |
| 43 | 11 октября 2017, 22:53 | B1031-2                                      | КЦ Кеннеди, LC-39А                           | EchoStar 105/SES-11                                                                           | ГПО                                          | EchoStar, SES                                    | Успех                                          | на платформу Успех                           |
| 43 | После статического теста 2 октября запуск был перенесен с 7 октября на 11 из-за замечаний по двигателю. Отделившись от второй ступени на высоте 68 км, первая ступень продолжила полёт по баллистической траектории, достигнув высоты 119 километров. После входа в атмосферу, на высоте 58 км был осуществлён 20-и секундный запуск трёх основных двигателей, скорость упала до 1,64 км/с и началась управляемая посадка с помощью решётчатых рулей. Через 7 минут 21 секунду после старта первая ступень совершила успешную посадку на платформу «Of Course I Still Love You», в 636 километрах от стартовой площадки. Спутник массой 5200 кг выведен на суперсинхронную геопереходную орбиту с параметрами 314 × 40 526 км, наклонение 27,9°. Это был третий запуск ракеты с повторно используемой первой ступенью. |                                              |                                              |                                                                                               |                                              |                                                  |                                                |                                              |
| 44 | 30 октября 2017, 19:34 | FT/Block 4                                   | КЦ Кеннеди, LC-39А                           | KoreaSat 5A                                                                                   | ГПО                                          | KT Corporation                                   | Успех                                          | на платформу Успех                           |
| 44 | 30 октября 2017, 19:34 | B1042                                        | КЦ Кеннеди, LC-39А                           | KoreaSat 5A                                                                                   | ГПО                                          | KT Corporation                                   | Успех                                          | на платформу Успех                           |
| 44 | Отделившись от второй ступени на высоте 67 км, первая ступень продолжила полёт, поднявшись на 119 километров. Через девять минут после старта, несмотря на небольшое воспламенение основания, первая ступень приземлилась на платформу «Of Course I Still Love You», в 625 километрах от стартовой площадки в неспокойных водах Атлантики. Южнокорейский спутник связи массой 3700 кг выведен на геопереходную орбиту с параметрами 292 × 50 192 км, наклонение 22°. |                                              |                                              |                                                                                               |                                              |                                                  |                                                |                                              |
| 45 | 15 декабря 2017, 15:36 | FT                                           | Мыс Канаверал, SLC-40                        | SpaceX CRS-13 (корабль Dragon)                                                                | НОО                                          | NASA                                             | Успех                                          | на землю Успех                               |
| 45 | 15 декабря 2017, 15:36 | B1035-2                                      | Мыс Канаверал, SLC-40                        | SpaceX CRS-13 (корабль Dragon)                                                                | НОО                                          | NASA                                             | Успех                                          | на землю Успех                               |
| 45 | Первый запуск с восстановленной стартовой площадки SLC-40. Успешный повторный запуск грузового космического корабля C108 Dragon, ранее участвовавшего в миссии снабжения SpaceX CRS-6. Первая ступень совершила успешную посадку на площадку Посадочной зоны 1, завершив полёт продолжительностью в 7 минут 47 секунд, в то время как вторая ступень вывела корабль на орбиту 200 × 355 км, наклонением 51,6°. Отделившись от второй ступени корабль направился к МКС с 2205 кг груза. Впервые при запуске корабля Dragon повторно использована первая ступень, летавшая в одной из предыдущих миссий снабжения — SpaceX CRS-11. |                                              |                                              |                                                                                               |                                              |                                                  |                                                |                                              |
| 46 | 23 декабря 2017, 01:27 | FT                                           | База Ванденберг, SLC-4E                      | Iridium NEXT 31—40                                                                            | НОО                                          | Iridium                                          | Успех                                          | на воду Успех                                |
| 46 | 23 декабря 2017, 01:27 | B1036-2                                      | База Ванденберг, SLC-4E                      | Iridium NEXT 31—40                                                                            | НОО                                          | Iridium                                          | Успех                                          | на воду Успех                                |
| 46 | Запуск четвёртой партии из десяти спутников Iridium NEXT суммарной массой 9600 кг. Спустя час после старта ракеты-носителя все спутники были выведены на орбиту высотой 625 км. На первой ступени не были установлены посадочные опоры, посадка ступени не планировалась. Ступень, выполнив все необходимые манёвры, приводнилась в Тихом океане. Изначальный контракт предполагал использование для всех запусков новых ракет-носителей Falcon 9, но компанией Iridium было принято решение выполнить по меньшей мере два запуска с повторно используемыми ступенями, для ускорения вывода спутниковой группировки. |                                              |                                              |                                                                                               |                                              |                                                  |                                                |                                              |
| 2018 год | |                                              |                                              |                                                                                               |                                              |                                                  |                                                |                                              |
| 47 | 8 января 2018, 01:00 | FT/Block 4                                   | Мыс Канаверал, SLC-40                        | Zuma                                                                                          | НОО                                          | Northrop Grumman                                 | Успех (состояние полезной нагрузки неизвестно) | на землю Успех                               |
| 47 | 8 января 2018, 01:00 | B1043                                        | Мыс Канаверал, SLC-40                        | Zuma                                                                                          | НОО                                          | Northrop Grumman                                 | Успех (состояние полезной нагрузки неизвестно) | на землю Успех                               |
| 47 | Запуск засекреченной полезной нагрузки с кодовым наименованием Zuma производства Northrop Grumman Corporation. Первая ступень совершила успешную посадку на площадку Посадочной зоны 1. Первоначально запуск планировался на ноябрь 2017 года, но был перенесен за несколько дней перед запуском. 9 января в СМИ появилась информация, что по сведениям анонимных источников спутник не вышел на орбиту, одна из возможных причин — отказ при разделении со второй ступенью ракеты-носителя. В ответ президент компании SpaceX официально заявила, что в соответствии с изученными данными «ракета выполнила свою работу корректно», а дальнейшие комментарии невозможны в связи с секретностью, и компания не ожидает какого-либо влияния этой миссии на расписание будущих запусков. |                                              |                                              |                                                                                               |                                              |                                                  |                                                |                                              |
| 48 | 31 января 2018, 21:25 | FT                                           | Мыс Канаверал, SLC-40                        | SES-16/GovSat-1                                                                               | ГПО                                          | SES                                              | Успех                                          | на воду Успех                                |
| 48 | 31 января 2018, 21:25 | B1032-2                                      | Мыс Канаверал, SLC-40                        | SES-16/GovSat-1                                                                               | ГПО                                          | SES                                              | Успех                                          | на воду Успех                                |
| 48 | Запуск на геопереходную орбиту телекоммуникационного спутника массой 4320 кг. Вторично использована первая ступень, ранее запускавшая спутник NROL-76. Спасение ступени не планировалось, но посадочные опоры и решётчатые рули не были демонтированы, поскольку полёт предусматривал испытание более сильной реверсивной тяги с использованием трёх двигателей для торможения при приземлении. Из-за риска повредить посадочную платформу посадка выполнялась на воду, ступень неожиданно не разрушилась после приводнения, и в дальнейшем была уничтожена. |                                              |                                              |                                                                                               |                                              |                                                  |                                                |                                              |
| 49 | 22 февраля 2018, 14:17 | FT                                           | База Ванденберг, SLC-4E                      | PAZ MicroSat-2a, 2b                                                                           | ССО                                          | Hisdesat SpaceX                                  | Успех                                          | не проводилась                               |
| 49 | 22 февраля 2018, 14:17 | B1038-2                                      | База Ванденберг, SLC-4E                      | PAZ MicroSat-2a, 2b                                                                           | ССО                                          | Hisdesat SpaceX                                  | Успех                                          | не проводилась                               |
| 49 | Запуск испанского разведывательного спутника Paz массой 1400 кг, который ранее планировали запустить с помощью российско-украинской конверсионной ракеты «Днепр». Аппарат выведен на солнечно-синхронную орбиту высотой 514 км. Вторично была использована первая ступень, ранее запускавшая спутник FORMOSAT-5. Также SpaceX запустила два собственных спутника Microsat-2a и Microsat-2b массой по 400 кг, прототипы низкоорбитальной системы связи Starlink. При запуске использовалась новая версия головного обтекателя. Была выполнена попытка поймать половину обтекателя с помощью корабля Mr. Steven, оборудованного растянутой на опорах сеткой. Илон Маск сообщил, что обтекатель благополучно вернулся в атмосферу и выпустил парашют, но приводнился в нескольких сотнях метров от корабля без видимых повреждений. |                                              |                                              |                                                                                               |                                              |                                                  |                                                |                                              |
| 50 | 6 марта 2018, 05:33 | FT/Block 4                                   | Мыс Канаверал, SLC-40                        | Hispasat 30W-6, PODSat                                                                        | ГПО                                          | Hispasat, NovaWurks                              | Успех                                          | не проводилась                               |
| 50 | 6 марта 2018, 05:33 | B1044                                        | Мыс Канаверал, SLC-40                        | Hispasat 30W-6, PODSat                                                                        | ГПО                                          | Hispasat, NovaWurks                              | Успех                                          | не проводилась                               |
| 50 | Запуск коммерческого телекоммуникационного спутника массой 6092 кг. Спутник выведен на субсинхронную геопереходную орбиту с параметрами 197 × 22 264 км, наклонение 27°. Первая ступень была оборудована новыми титановыми решетчатыми рулями и посадочными опорами, планировалась посадка на плавающую платформу с использованием трёх двигателей, но из-за неблагоприятных погодных условий в районе приземления спасение ступени оказалось невозможным и платформа вернулась в порт. |                                              |                                              |                                                                                               |                                              |                                                  |                                                |                                              |
| 51 | 30 марта 2018, 14:13 | FT/Block 4                                   | База Ванденберг, SLC-4E                      | Iridium NEXT 41—50                                                                            | НОО                                          | Iridium                                          | Успех                                          | не проводилась                               |
| 51 | 30 марта 2018, 14:13 | B1041-2                                      | База Ванденберг, SLC-4E                      | Iridium NEXT 41—50                                                                            | НОО                                          | Iridium                                          | Успех                                          | не проводилась                               |
| 51 | Запуск пятой партии из десяти спутников Iridium NEXT суммарной массой 9600 кг. Посадка первой ступени не проводилась, но ступень выполнила необходимые манёвры и тормозные импульсы для получения дополнительных данных. Попытка поймать половину головного обтекателя была неудачной, приводнение произошло на высокой скорости. Парафойл запутался из-за воздушных потоков, создаваемых обтекателем при полёте в атмосфере. |                                              |                                              |                                                                                               |                                              |                                                  |                                                |                                              |
| 52 | 2 апреля 2018, 20:30 | FT/Block 4                                   | Мыс Канаверал, SLC-40                        | SpaceX CRS-14 (корабль Dragon)                                                                | НОО                                          | NASA                                             | Успех                                          | не проводилась                               |
| 52 | 2 апреля 2018, 20:30 | B1039-2                                      | Мыс Канаверал, SLC-40                        | SpaceX CRS-14 (корабль Dragon)                                                                | НОО                                          | NASA                                             | Успех                                          | не проводилась                               |
| 52 | Запуск грузового космического корабля Dragon C110 в рамках 14-й миссии по коммерческой программе снабжения, ранее участвовавшего в миссии SpaceX CRS-8. Корабль доставил на МКС груз в герметичном и негерметичном отсеках, в том числе прибор для исследования гамма-вспышек в атмосфере Земли (ASIM). Повторное использование первой ступени, выполнявшей запуск SpaceX CRS-12. Посадка первой ступени не проводилась, но ступень выполнила необходимые манёвры и тормозные импульсы для получения дополнительных данных. |                                              |                                              |                                                                                               |                                              |                                                  |                                                |                                              |
| 53 | 18 апреля 2018, 22:51 | FT/Block 4                                   | Мыс Канаверал, SLC-40                        | TESS                                                                                          | ГПО                                          | NASA                                             | Успех                                          | на платформу Успех                           |
| 53 | 18 апреля 2018, 22:51 | B1045                                        | Мыс Канаверал, SLC-40                        | TESS                                                                                          | ГПО                                          | NASA                                             | Успех                                          | на платформу Успех                           |
| 53 | Запуск космического телескопа TESS (Transiting Exoplanet Survey Satellite) массой 362 кг. Последний запуск нелетавшей первой ступени Falcon 9 Block 4, сертифицированной НАСА в январе 2018 года для запусков научно-исследовательских космических аппаратов подобной важности. Разделение ступеней произошло на высоте 75 км. Совершив с помощью трёх двигателей разворот, первая ступень через 8 минут и 20 секунд после старта приземлилась на платформе «Of Course I Still Love You», в 302 км от места старта. Вторая ступень вывела аппарат на запланированную суперсинхронную геопереходную орбиту c параметрами 248 × 270 461 км, наклонением 29,6°. |                                              |                                              |                                                                                               |                                              |                                                  |                                                |                                              |
| 54 | 11 мая 2018, 20:14 | FT/Block 5                                   | КЦ Кеннеди, LC-39А                           | Bangabandhu-1                                                                                 | ГПО                                          | BTRC                                             | Успех                                          | на платформу Успех                           |
| 54 | 11 мая 2018, 20:14 | B1046                                        | КЦ Кеннеди, LC-39А                           | Bangabandhu-1                                                                                 | ГПО                                          | BTRC                                             | Успех                                          | на платформу Успех                           |
| 54 | Запуск первого геостационарного спутника связи Бангладеш массой около 3750 кг на геопереходную орбиту 304 × 35 523 км, наклонением 19,3°. В отличие от предыдущих запусков, было существенно сокращено время заправки. Заправка керосина сразу в обе ступени и кислорода в первую ступень началась на 35 минуте, а кислорода для второй ступени на 16 минуте до старта. Разделение ступеней произошло на высоте 67 км на 2 минуте и 36 секунде полёта. Развернувшись с помощью азотных двигателей вокруг оси ступень продолжила полёт по суборбитальной траектории к платформе «Of Course I Still Love You», находящейся в Атлантике на расстоянии 611 км, где через 8 минут и 10 секунд после старта совершила успешную посадку. Этот пуск был первым для финальной, пятой, модификации ракеты-носителя Falcon 9 Full Thrust — Block 5, которую планируется использовать для запусков пилотируемыой версии космического корабля Dragon. Усовершенствованные композитные баллоны высокого давления (COPV) не использовались для этого запуска, их применение планировалось начать с первого демонстрационного запуска пилотируемого корабля Dragon 2.                                                         |                                              |                                              |                                                                                               |                                              |                                                  |                                                |                                              |
| 55 | 22 мая 2018, 19:47 | FT/Block 4                                   | База Ванденберг, SLC-4E                      | Iridium NEXT 51—55, GRACE-FO 1, 2                                                             | НОО                                          | Iridium, NASA                                    | Успех                                          | не проводилась                               |
| 55 | 22 мая 2018, 19:47 | B1043-2                                      | База Ванденберг, SLC-4E                      | Iridium NEXT 51—55, GRACE-FO 1, 2                                                             | НОО                                          | Iridium, NASA                                    | Успех                                          | не проводилась                               |
| 55 | Запуск шестой партии из пяти спутников Iridium NEXT по 860 кг и двух спутников GRACE-FO по 580 кг каждый. Повторное использование первой ступени Block 4 через рекордные 135 дней после предыдущего запуска миссии Zuma. Посадка ступени не планировалась. Очередная попытка поймать одну из двух частей обтекателя с помощью корабля Mr. Steven, оборудованного растянутой на опорах сеткой оказалась неудачной. Обе половинки обтекателя успешно развернули свои парафойлы, но приземлились в воду. |                                              |                                              |                                                                                               |                                              |                                                  |                                                |                                              |
| 56 | 4 июня 2018, 04:45 | FT/Block 4                                   | Мыс Канаверал, SLC-40                        | SES-12                                                                                        | ГПО                                          | SES                                              | Успех                                          | не проводилась                               |
| 56 | 4 июня 2018, 04:45 | B1040-2                                      | Мыс Канаверал, SLC-40                        | SES-12                                                                                        | ГПО                                          | SES                                              | Успех                                          | не проводилась                               |
| 56 | Запуск спутника связи массой 5384 кг производства Airbus Defence and Space на суперсинхронную геопереходную орбиту с параметрами 250 × 58 370 км, наклонение 25,98°. Повторный запуск первой ступени B1040 через 270 дней после предыдущего запуска — миссии OTV-5. Спасение первой ступени и носового обтекателя не производилось. Для уменьшения стартовой массы с первой ступени были сняты посадочные опоры и решётчатые рули. Был использован более мощный вариант второй ступени — Block 5 (без COPV 2). |                                              |                                              |                                                                                               |                                              |                                                  |                                                |                                              |
| 57 | 29 июня 2018, 09:42 | FT/Block 4                                   | Мыс Канаверал, SLC-40                        | SpaceX CRS-15 (корабль Dragon)                                                                | НОО                                          | NASA                                             | Успех                                          | не проводилась                               |
| 57 | 29 июня 2018, 09:42 | B1045-2                                      | Мыс Канаверал, SLC-40                        | SpaceX CRS-15 (корабль Dragon)                                                                | НОО                                          | NASA                                             | Успех                                          | не проводилась                               |
| 57 | Запуск грузового корабля Dragon C111 в рамках 15-й миссии по коммерческой программе снабжения МКС, ранее участвовавшего в миссия CRS-9. Повторный запуск первой ступени B1045 через 10 недель после запуска миссии TESS. Посадка первой ступени не производилась, т.к этот пуск стал последним для ракет модификации Block 4. |                                              |                                              |                                                                                               |                                              |                                                  |                                                |                                              |
| 58 | 22 июля 2018, 05:50 | FT/Block 5                                   | Мыс Канаверал, SLC-40                        | Telstar 19 Vantage                                                                            | ГПО                                          | Telesat                                          | Успех                                          | на платформу Успех                           |
| 58 | 22 июля 2018, 05:50 | B1047                                        | Мыс Канаверал, SLC-40                        | Telstar 19 Vantage                                                                            | ГПО                                          | Telesat                                          | Успех                                          | на платформу Успех                           |
| 58 | Запуск геостационарного спутника связи производства SSL для канадского спутникового оператора Telesat. Масса спутника составляет 7075 кг, 4044 из которых — топливо. Это самый тяжёлый коммерческий геостационарный коммуникационный спутник из когда-либо запущенных и наиболее тяжёлый из выведенных ракетой-носителем Falcon 9 на геопереходную орбиту. Первая ступень выполнила посадку на платформу «Of Course I Still Love You». Учитывая высокую массы спутника при необходимости возвращения первой ступени, вторая ступень вывела его на нестандартную, субсинхронную геопереходную орбиту 243 x 17 863 км с наклонением 27°, откуда он с помощью собственных двигателей перешёл на геостационарную орбиту в точку стояния 63° з. д. на высоте 35 700 км. |                                              |                                              |                                                                                               |                                              |                                                  |                                                |                                              |
| 59 | 25 июля 2018, 11:39 | FT/Block 5                                   | База Ванденберг, SLC-4E                      | Iridium NEXT 56—65                                                                            | НОО                                          | Iridium                                          | Успех                                          | на платформу Успех                           |
| 59 | 25 июля 2018, 11:39 | B1048                                        | База Ванденберг, SLC-4E                      | Iridium NEXT 56—65                                                                            | НОО                                          | Iridium                                          | Успех                                          | на платформу Успех                           |
| 59 | Запуск седьмой партии из десяти спутников Iridium NEXT суммарной массой 9600 кг. Несмотря на самые неблагоприятные за всю историю посадок погодные условия (сдвиг ветра и высокие волны) в районе приземления, была выполнена успешная посадка первой ступени на платформу «Just Read the Instructions» в Тихом океане, в 235 км от точки запуска. Для очередной попытки поймать головной обтекатель корабль Mr. Steven был оборудован увеличенной по площади в 4 раза сеткой, но из-за плохой погоды управление парафойлом было затруднено, и попытка оказалось неуспешной. |                                              |                                              |                                                                                               |                                              |                                                  |                                                |                                              |
| 60 | 7 августа 2018, 05:18 | FT/Block 5                                   | Мыс Канаверал, SLC-40                        | Merah Putih (Telkom-4)                                                                        | ГПО                                          | Telkom Indonesia                                 | Успех                                          | на платформу Успех                           |
| 60 | 7 августа 2018, 05:18 | B1046-2                                      | Мыс Канаверал, SLC-40                        | Merah Putih (Telkom-4)                                                                        | ГПО                                          | Telkom Indonesia                                 | Успех                                          | на платформу Успех                           |
| 60 | Запуск геостационарного спутника связи индонезийского спутникового оператора Telkom Indonesia на геопереходную орбиту 193 x 29 500 км с наклонением 27°. Впервые финальная версия первой ступени Falcon 9 Block 5 дважды успешно приземлилась на платформу «Of Course I Still Love You», в 635 км от побережья Флориды. Это второй подряд запуск спутника, созданного компанией Space Systems/Loral на платформе 1300-й серии. |                                              |                                              |                                                                                               |                                              |                                                  |                                                |                                              |
| 61 | 10 сентября 2018, 04:45 | FT/Block 5                                   | Мыс Канаверал, SLC-40                        | Telstar 18V/APStar 5C                                                                         | ГПО                                          | Telesat и APT Satellite                          | Успех                                          | на платформу Успех                           |
| 61 | 10 сентября 2018, 04:45 | B1049                                        | Мыс Канаверал, SLC-40                        | Telstar 18V/APStar 5C                                                                         | ГПО                                          | Telesat и APT Satellite                          | Успех                                          | на платформу Успех                           |
| 61 | Запуск геостационарного спутника связи производства SSL для совместного использования канадским спутниковым оператором Telesat и гонконгским APT Satellite. Масса спутника — 7060 кг. Первая ступень приземлилась на платформу «Of Course I Still Love You» в 635 км от стартовой площадки. Вторая ступень вывела аппарат на запланированную суперсинхронную геопереходную орбиту с параметрами 259 × 18 060 км, наклонением 27°. Спасение створок обтекателя не производилось. |                                              |                                              |                                                                                               |                                              |                                                  |                                                |                                              |
| 62 | 8 октября 2018, 02:21 | FT/Block 5                                   | База Ванденберг, SLC-4E                      | SAOCOM-1A                                                                                     | ССО                                          | CONAE                                            | Успех                                          | на землю Успех                               |
| 62 | 8 октября 2018, 02:21 | B1048-2                                      | База Ванденберг, SLC-4E                      | SAOCOM-1A                                                                                     | ССО                                          | CONAE                                            | Успех                                          | на землю Успех                               |
| 62 | Запуск первого из двух аргентинских разведывательных спутников, оборудованных радиолокатором L-диапазона с синтезированной апертурой, которые совместно с четырьмя итальянскими спутниками X-диапазона войдут в созвездие из шести спутников SIASGE. После разделения ступеней через 2 минуты 20 секунд, первая ступень впервые приземлилась на новой площадке Посадочной зоны 4, расположенной в 400 метрах от точки запуска — стартового комплекса SLC-4E. Вторая ступень продолжила полёт, непрерывно разгоняя трехтонный спутник в течение 10 минут. Отделение спутника от второй ступени произошло на 12 минуте 45 секунде. Спутник был выведен на запланированную солнечно-синхронную орбиту высотой 620 километров. Попытка спасти створки головного обтекателя не предпринималась. |                                              |                                              |                                                                                               |                                              |                                                  |                                                |                                              |
| 63 | 15 ноября 2018, 20:46 | FT/Block 5                                   | КЦ Кеннеди, LC-39А                           | Es’hail 2                                                                                     | ГПО                                          | Es’hailSat                                       | Успех                                          | на платформу Успех                           |
| 63 | 15 ноября 2018, 20:46 | B1047-2                                      | КЦ Кеннеди, LC-39А                           | Es’hail 2                                                                                     | ГПО                                          | Es’hailSat                                       | Успех                                          | на платформу Успех                           |
| 63 | Запуск геостационарного спутника связи массой около 5300 кг производства компании Mitsubishi Electric для катарского спутникового оператора Es'hailSat. Первая ступень приземлилась на платформу «Of Course I Still Love You». Вторая ступень вывела аппарат на запланированную геопереходную орбиту 201 × 37 688 км, наклонением 25°. |                                              |                                              |                                                                                               |                                              |                                                  |                                                |                                              |
| 64 | 3 декабря 2018, 18:34 | FT/Block 5                                   | База Ванденберг, SLC-4E                      | SSO-A «SmallSat Express»                                                                      | ССО                                          | Spaceflight Industries                           | Успех                                          | на платформу Успех                           |
| 64 | 3 декабря 2018, 18:34 | B1046-3                                      | База Ванденберг, SLC-4E                      | SSO-A «SmallSat Express»                                                                      | ССО                                          | Spaceflight Industries                           | Успех                                          | на платформу Успех                           |
| 64 | Рекордный для компании запуск 64 малых спутников общей массой около 4000 кг (включая 1332-килограммовый диспенсер) от 34 разных организаций из 17 стран, организованный компанией-агрегатором космических запусков Spaceflight Industries. Все спутники успешно выведены на солнечно-синхронные орбиты на высоте примерно 575 км. Первая ступень ракеты-носителя использовалась в третий раз, первые два полета ступень совершила 11 мая (запуск спутника Bangabandhu-1) и 7 августа 2018 года (запуск спутника Merah Putih). Масса полезной нагрузки позволяла выполнить возвращение ступени на площадку Посадочной зоны 4, но посадка была перенесена на морскую платформу из-за ограничений, связанных с предстоящим запуском ракеты-носителя Delta IV Heavy с расположенной рядом стартовой площадки SLC-6. Ступень приземлилась на плавучую платформу «Just Read The Instructions», всего в 50 км от берега. Створки обтекателя мягко сели на воду и глава SpaceX Илон Маск заявил о намерении использовать их повторно. |                                              |                                              |                                                                                               |                                              |                                                  |                                                |                                              |
| 65 | 5 декабря 2018, 18:16 | FT/Block 5                                   | Мыс Канаверал, SLC-40                        | SpaceX CRS-16 (корабль Dragon)                                                                | НОО                                          | NASA                                             | Успех                                          | на землю неудача                             |
| 65 | 5 декабря 2018, 18:16 | B1050                                        | Мыс Канаверал, SLC-40                        | SpaceX CRS-16 (корабль Dragon)                                                                | НОО                                          | NASA                                             | Успех                                          | на землю неудача                             |
| 65 | Успешный запуск грузового корабля Dragon в рамках 16-й миссии по коммерческой программе снабжения МКС. Из-за проблем с гидравликой решетчатого руля ступень не смогла вовремя стабилизировать вращение вокруг оси и перешла в безопасный режим, совершив плавную посадку на воду. К месту приводнения было направлено спасательное судно, которое доставило ступень в порт Канаверал. Ханс Кенигсманн сообщил, что отказ рулей позволил проверить алгоритм безопасной посадки, призванный избегать повреждений в точке приземления в случае отсутствия 100 % уверенности в успехе. Это был второй запуск с использованием усовершенствованных композитных баллонов высокого давления (COPV 2) для второй ступени, из семи необходимых для сертификации ракеты для пилотируемых полётов. |                                              |                                              |                                                                                               |                                              |                                                  |                                                |                                              |
| 66 | 23 декабря 2018, 13:51 | FT/Block 5                                   | Мыс Канаверал, SLC-40                        | GPS III-SV01                                                                                  | СОО                                          | USAF                                             | Успех                                          | не проводилась                               |
| 66 | 23 декабря 2018, 13:51 | B1054                                        | Мыс Канаверал, SLC-40                        | GPS III-SV01                                                                                  | СОО                                          | USAF                                             | Успех                                          | не проводилась                               |
| 66 | Запуск первого из десяти спутников GPS третьего поколения системы глобального позиционирования массой 4400 кг (включая топливо) по контракту с ВВС США. Аппарат выведен на запланированную среднюю околоземную орбиту 1191 x 20 198 км наклонением 55°. |                                              |                                              |                                                                                               |                                              |                                                  |                                                |                                              |
| 2019 год | |                                              |                                              |                                                                                               |                                              |                                                  |                                                |                                              |
| 67 | 11 января 2019, 15:31 | FT/Block 5                                   | База Ванденберг, SLC-4E                      | Iridium NEXT 66—75                                                                            | НОО                                          | Iridium                                          | Успех                                          | на платформу                                 |
| 67 | 11 января 2019, 15:31 | B1049-2                                      | База Ванденберг, SLC-4E                      | Iridium NEXT 66—75                                                                            | НОО                                          | Iridium                                          | Успех                                          | на платформу                                 |
| 67 | Запуск последней, восьмой партии из десяти спутников Iridium NEXT суммарной массой 9600 кг. Первая ступень успешно приземлилась на платформу «Just Read the Instructions», в 250 км от стартовой площадки. Использовалась первая ступень, выполнившая до этого запуск спутника связи Telstar 18V в сентябре 2018 года. |                                              |                                              |                                                                                               |                                              |                                                  |                                                |                                              |
| 68 | 22 февраля 2019, 01:45 | FT/Block 5                                   | Мыс Канаверал, SLC-40                        | Nusantara Satu (PSN-6), Beresheet, S5                                                         | ГПО                                          | PSN, Spaceflight Industries                      | Успех                                          | на платформу                                 |
| 68 | 22 февраля 2019, 01:45 | B1048-3                                      | Мыс Канаверал, SLC-40                        | Nusantara Satu (PSN-6), Beresheet, S5                                                         | ГПО                                          | PSN, Spaceflight Industries                      | Успех                                          | на платформу                                 |
| 68 | Запуск индонезийского спутника связи массой 4100 кг производства SSL. В качестве второстепенной нагрузки на суперсинхронную геопереходную орбиту запущен 600 килограммовый лунный посадочный аппарат Beresheet израильской компании SpaceIL. Спутник связи дополнительно несёт на борту экспериментальный микроспутник S5 массой около 60 кг. Он создан Blue Canyon Technologies по заказу исследовательской лаборатории ВВС США для исследования околоземного космического пространства на высоте 36 000 км и будет выпущен по прибытии на геостационарную орбиту. Общая масса полезной нагрузки (включая диспенсер) составила 4850 кг. Первая ступень в момент отделения на высоте 68 км достигла скорости 2,4 км/с. В момент входа в плотные слои атмосферы ступень испытала самый сильный за всё время запусков нагрев, так что горящие металлические искры отрывались от теплозащитного экрана. Посадка на находящуюся в 663 км у побережья Флориды платформу «Of Course I Still Love You», прошла штатно. Это был второй случай успешной посадки первой ступени, использовавшейся в трёх орбитальных запусках. Первые два полета — 25 июля 2018 (Iridium NEXT 56—65) и 8 октября 2018 года (SAOCOM-1A). |                                              |                                              |                                                                                               |                                              |                                                  |                                                |                                              |
| 69 | 2 марта 2019, 07:49 | FT/Block 5                                   | КЦ Кеннеди, LC-39А                           | SpaceX DM-1 (корабль Crew Dragon)                                                             | НОО                                          | NASA                                             | Успех                                          | на платформу                                 |
| 69 | 2 марта 2019, 07:49 | B1051                                        | КЦ Кеннеди, LC-39А                           | SpaceX DM-1 (корабль Crew Dragon)                                                             | НОО                                          | NASA                                             | Успех                                          | на платформу                                 |
| 69 | Первый тестовый запуск пилотируемого корабля Crew Dragon к МКС. Вместо экипажа на одном из четырёх мест в герметичном отсеке корабля находился манекен, оборудованный измерительной аппаратурой и одетый в разработанный SpaceX герметичный скафандр. Первая ступень совершила посадку на платформу «Of Course I Still Love You», в 492 км от стартовой площадки. Корабль автоматически состыковался с МКС 3 марта 2019, в 10:51 UTC, доставив к МКС 204 кг оборудования и продовольствия для экипажа. Полная масса корабля составила 12 055 кг. |                                              |                                              |                                                                                               |                                              |                                                  |                                                |                                              |
| 70 | 4 мая 2019, 06:48 | FT/Block 5                                   | Мыс Канаверал, SLC-40                        | SpaceX CRS-17 (корабль Dragon)                                                                | НОО                                          | NASA                                             | Успех                                          | на платформу                                 |
| 70 | 4 мая 2019, 06:48 | B1056                                        | Мыс Канаверал, SLC-40                        | SpaceX CRS-17 (корабль Dragon)                                                                | НОО                                          | NASA                                             | Успех                                          | на платформу                                 |
| 70 | Запуск грузового корабля Dragon в рамках 17-й миссии коммерческой программы снабжения МКС. Первая ступень совершила посадку на платформу «Of Course I Still Love You», всего в 20 км от берега. Посадочная зона 1 была недоступна из-за аварии во время наземных испытаний космического корабля Crew Dragon 20 апреля 2019 года. |                                              |                                              |                                                                                               |                                              |                                                  |                                                |                                              |
| 71 | 24 мая 2019, 02:30 | FT/Block 5                                   | Мыс Канаверал, SLC-40                        | Starlink версия 0.9                                                                           | НОО                                          | SpaceX                                           | Успех                                          | на платформу                                 |
| 71 | 24 мая 2019, 02:30 | B1049-3                                      | Мыс Канаверал, SLC-40                        | Starlink версия 0.9                                                                           | НОО                                          | SpaceX                                           | Успех                                          | на платформу                                 |
| 71 | Запуск шестидесяти тестовых спутников связи Starlink на орбиту высотой 440 км. Масса каждого аппарата — 227 кг, общая масса полезной нагрузки 13620 кг. Это самая тяжёлая нагрузка, запускавшаяся Falcon 9. Первая ступень выполнила посадку на платформу «Of Course I Still Love You», в 619 км от побережья Флориды. Эта же ступень использовалась для запусков спутника Telstar 18V и восьмого запуска спутников Iridium NEXT, в сентябре 2018 и январе 2019 года, соответственно. |                                              |                                              |                                                                                               |                                              |                                                  |                                                |                                              |
| 72 | 12 июня 2019, 14:17 | FT/Block 5                                   | База Ванденберг, SLC-4E                      | RADARSAT Constellation                                                                        | ССО                                          | Канадское космическое агентство                  | Успех                                          | на землю                                     |
| 72 | 12 июня 2019, 14:17 | B1051-2                                      | База Ванденберг, SLC-4E                      | RADARSAT Constellation                                                                        | ССО                                          | Канадское космическое агентство                  | Успех                                          | на землю                                     |
| 72 | Запуск трёх идентичных спутников ДЗЗ для канадского правительства. Первая ступень совершила посадку в посадочной зоне 4, в 400 м от стартовой площадки. |                                              |                                              |                                                                                               |                                              |                                                  |                                                |                                              |
| 73 | 25 июля 2019, 22:01 | FT/Block 5                                   | Мыс Канаверал, SLC-40                        | SpaceX CRS-18 (корабль Dragon)                                                                | НОО                                          | NASA                                             | Успех                                          | на землю                                     |
| 73 | 25 июля 2019, 22:01 | B1056-2                                      | Мыс Канаверал, SLC-40                        | SpaceX CRS-18 (корабль Dragon)                                                                | НОО                                          | NASA                                             | Успех                                          | на землю                                     |
| 73 | Запуск грузового корабля Dragon в рамках 18-й миссии по коммерческой программе снабжения МКС. Первая ступень совершила посадку на площадку Посадочной зоны 1. Это был первый раз, когда один и тот же космический корабль Dragon трижды летал на МКС.. |                                              |                                              |                                                                                               |                                              |                                                  |                                                |                                              |
| 74 | 6 августа 2019, 23:23 | FT/Block 5                                   | Мыс Канаверал, SLC-40                        | Амос-17                                                                                       | ГПО                                          | Spacecom                                         | Успех                                          | не проводилась                               |
| 74 | 6 августа 2019, 23:23 | B1047-3                                      | Мыс Канаверал, SLC-40                        | Амос-17                                                                                       | ГПО                                          | Spacecom                                         | Успех                                          | не проводилась                               |
| 74 | Запуск коммерческого спутника связи Амос-17, созданного компанией Boeing для израильского оператора Space Communication. Спутник со стартовой массой около 6500 кг будет работать с орбитальной позиции 17° восточной долготы на высоте 35 800 км. Запуск произведён бесплатно в качестве компенсации за утрату Амос-6 в сентябре 2016 года. |                                              |                                              |                                                                                               |                                              |                                                  |                                                |                                              |
| 75 | 11 ноября 2019, 14:56 | FT/Block 5                                   | Мыс Канаверал, SLC-40                        | Starlink версия 1.0 (1-й запуск)                                                              | НОО                                          | SpaceX                                           | Успех                                          | на платформу                                 |
| 75 | 11 ноября 2019, 14:56 | B1048-4                                      | Мыс Канаверал, SLC-40                        | Starlink версия 1.0 (1-й запуск)                                                              | НОО                                          | SpaceX                                           | Успех                                          | на платформу                                 |
| 75 | Запуск первой партии из шестидесяти спутников связи Starlink версии 1.0 общей массой около 15,6 тонн на орбиту высотой 280 км, наклонением 53°. Первая ступень впервые была запущена в четвёртый раз и выполнила посадку на платформу «Of Course I Still Love You», в 629 км от стартовой площадки. Впервые повторно использовался головной обтекатель, створки которого были выловлены из воды после запуска ракеты-носителя Falcon Heavy со спутником ArabSat 6A в апреле 2019 года. Попытка поймать створки обтекателя в сети кораблей Ms. Chief и Ms. Tree была отменена из-за неблагоприятных погодных условий. |                                              |                                              |                                                                                               |                                              |                                                  |                                                |                                              |
| 76 | 5 декабря 2019, 17:29 | FT/Block 5                                   | Мыс Канаверал, SLC-40                        | SpaceX CRS-19 (корабль Dragon)                                                                | НОО                                          | NASA                                             | Успех                                          | на платформу                                 |
| 76 | 5 декабря 2019, 17:29 | B1059                                        | Мыс Канаверал, SLC-40                        | SpaceX CRS-19 (корабль Dragon)                                                                | НОО                                          | NASA                                             | Успех                                          | на платформу                                 |
| 76 | Запуск грузового корабля Dragon в рамках 19-й миссии коммерческой программы снабжения МКС. Первая ступень выполнила посадку на платформу «Of Course I Still Love You», в 345 км от стартовой площадки. Это второй раз, когда один и тот же космический корабль Dragon трижды летал на МКС.. После отделения космического корабля, вторая ступень ракеты-носителя выполнила 6-часовой эксперимент для ВВС США по подтверждению способности прямого выведения спутника на геостационарную орбиту. Были собраны телеметрические данные о состоянии ступени, после чего 20-секундным включением двигателя она была сведена с орбиты. |                                              |                                              |                                                                                               |                                              |                                                  |                                                |                                              |
| 77 | 17 декабря 2019, 00:10 | FT/Block 5                                   | Мыс Канаверал, SLC-40                        | JCSat-18/Kacific-1                                                                            | ГПО                                          | JSAT Corporation, Kacific                        | Успех                                          | на платформу                                 |
| 77 | 17 декабря 2019, 00:10 | B1056-3                                      | Мыс Канаверал, SLC-40                        | JCSat-18/Kacific-1                                                                            | ГПО                                          | JSAT Corporation, Kacific                        | Успех                                          | на платформу                                 |
| 77 | Запуск коммерческого спутника связи JCSat-18/Kacific-1 массой 6956 кг производства компании Boeing. Из-за высокой массы спутника он был выведен на нестандартную, субсинхронную геопереходную орбиту 273 x 20319 км с наклонением 27°, откуда он с помощью собственных двигателей перейдет на окончательную геостационарную орбиту в точку стояния 150° в. д.. Первая ступень выполнила посадку на платформу «Of Course I Still Love You», в 650 км от побережья Флориды. Спасательным судам не удалось поймать в надводные сети створки головного обтекателя. |                                              |                                              |                                                                                               |                                              |                                                  |                                                |                                              |